# 殺人容疑者
『殺人容疑者』（さつじんようぎしゃ）は1952年8月21日に新東宝が配給した日本の半ドキュメンタリードラマ映画。鈴木英夫監督が途中から不在となり、撮り残した部分を船橋比呂志が監督を務め完成させた作品である。

## 概要
警視庁、科学捜査研究所の協力のもと、セットを組まず、実物の警察署、拳銃や牢獄が使用された。またこの作品が製作された時点では新劇出身の無名に近い俳優のみが起用された。電通DFプロの製作、配給は新東宝。1959年には改題縮尺版が『殺人犯 絶体絶命』と題して上映された。
丹波哲郎の俳優デビュー作品、丹波正三郎名義で出演した。また当時は俳優座の研究生であった土屋嘉男と、小林昭二もこの作品で映画デビューを果たしている。
丹波が演じる役柄は山形勲で決定していたが、病気を理由に山形が出演出来ず、たまたまその旨を伝えに来た丹波が抜擢された。

## キャスト
- 丹波正三郎 : 木村
- 石島房太郎
- 恩田清二郎
- 大町文夫
- 纓片達雄 : 兼田
- 三田国夫
- ジプシー・ローズ
- 野村昭子
- 小林昭二
- 土屋嘉男